# Соловьёв, Алексей Дмитриевич
Алексей Дмитриевич Соловьёв (1934—1956) — сержант Советской Армии, участник подавления Венгерского восстания 1956 года, Герой Советского Союза (1956).

## Биография
Алексей Соловьёв родился 30 марта 1934 года в деревне Рождество (ныне — Рамешковский район Тверской области). С 1946 года вместе с семьёй проживал в деревне Александровка того же района, где окончил школу-семилетку. После окончания Ленинградских курсов судоводителей работал судоводителем на рыбном заводе в городе Конаково. Осенью 1953 года Соловьёв был призван на службу в Советскую Армию. К осени 1956 года гвардии сержант Алексей Соловьёв командовал танком 62-го танкового полка 11-й гвардейской механизированной дивизии 8-й механизированной армии Прикарпатского военного округа.
В октябре 1956 года Соловьёв в составе своего полка вступил на территорию Венгерской Народной Республики и принял активное участие в боях с венгерскими повстанцами. 9 ноября 1956 года погиб в бою. Похоронен в городе Кечкемет.
Указом Президиума Верховного Совета СССР от 18 декабря 1956 года за «мужество и отвагу, проявленные при выполнении воинского долга», гвардии сержант Алексей Соловьёв посмертно был удостоен высокого звания Героя Советского Союза. Также посмертно был награждён орденом Ленина. Навечно зачислен в списки личного состава воинской части.